# Estación de Ottawa
Ottawa (francés: Gare d'Ottawa), es la principal estación de trenes de pasajeros de Ottawa, Ontario, Canadá. Es operado por Via Rail. Se encuentra a 4 kilómetros al este del Downtown de Ottawa y junto a la estación Tremblay del O-Train en el barrio de Eastway Gardens. La estación sirve trenes de pasajeros que conectan con Toronto, Kingston, Montreal y la ciudad de Quebec en la ruta del corredor de Via Rail.

## Servicios ferroviarios
A partir de junio de 2022, la estación cuenta con 2 rutas nacionales (con conexiones). Todos son proporcionados por Via Rail, el principal operador ferroviario de pasajeros de Canadá. No salen trenes nocturnos de larga distancia desde esta estación.

### Ottawa-Montreal-Sainte Foy-Quebec
| Tren | Origen | Paradas intermedias | Destino  | Frecuencia                  |
| ---- | ------ | --- | -------- | --------------------------- |
| 22   | Ottawa | Casselman - Alexandria - Coteau - Dorval - Montreal - Saint-Lambert - Saint-Hyacinthe - Drummondville - Sainte-Foy          | Quebec   | 1 por día (lunes a viernes) |
| 24   | Ottawa | Alexandria - Coteau - Dorval - Montreal - Saint-Lambert - Saint-Hyacinthe - Drummondville - Charny - Sainte-Foy             | Quebec   | 1 por día                   |
| 26   | Ottawa | Alexandria - Coteau - Dorval - Montreal - Saint-Lambert - Saint-Hyacinthe - Drummondville - Charny - Sainte-Foy             | Quebec   | 1 por día                   |
| 28   | Ottawa | Casselman - Alexandria - Coteau - Dorval - Montreal - Saint-Lambert - Saint-Hyacinthe - Drummondville - Charny - Sainte-Foy | Quebec   | 1 por día                   |
| 38   | Ottawa | Casselman - Alexandria - Dorval                                                                                             | Montreal | 1 por día                   |

- No hay servicio local entre la ciudad de Quebec, Sainte-Foy y Charny, o Saint-Lambert y Montreal. Servicio a Coteau únicamente los viernes.[2]

### Ottawa-Kingston-Toronto
| Tren | Origen | Paradas intermedias | Destino | Frecuencia                     |
| ---- | ------ | --- | ------- | ------------------------------ |
| 41   | Ottawa | Fallowfield - Smiths Falls - Brockville - Kingston - Belleville - Cobourg - Oshawa                                                      | Toronto | 1 por día (lunes a sábado)     |
| 51   | Ottawa | Fallowfield - Smiths Falls - Brockville - Kingston - Belleville - Cobourg - Port Hope - Oshawa - Guildwood                              | Toronto | 1 por día (lunes a viernes)    |
| 643  | Ottawa | Fallowfield - Smiths Falls - Brockville - Kingston - Napanee - Belleville - Trenton Junction - Cobourg - Port Hope - Oshawa - Guildwood | Toronto | 1 por día (sábados y domingos) |
| 53   | Ottawa | Fallowfield - Smiths Falls - Brockville - Gananoque - Kingston - Belleville - Cobourg - Oshawa                                          | Toronto | 1 por día                      |
| 47   | Ottawa | Fallowfield - Brockville - Gananoque - Kingston - Belleville - Oshawa                                                                   | Toronto | 1 por día                      |
| 645  | Ottawa | Fallowfield - Kingston - Belleville - Oshawa                                                                                            | Toronto | 1 por día                      |
| 55   | Ottawa | Fallowfield - Brockville - Kingston - Napanee - Belleville - Trenton Junction - Cobourg - Port Hope - Oshawa - Guildwood                | Toronto | 1 por día                      |
| 59   | Ottawa | Fallowfield - Smiths Falls - Brockville - Kingston - Belleville - Trenton Junction - Cobourg - Oshawa - Guildwood                       | Toronto | 1 por día                      |

- No hay servicio local entre Ottawa y Fallowfield, o Guildwood y Toronto.[3]

## Estructura

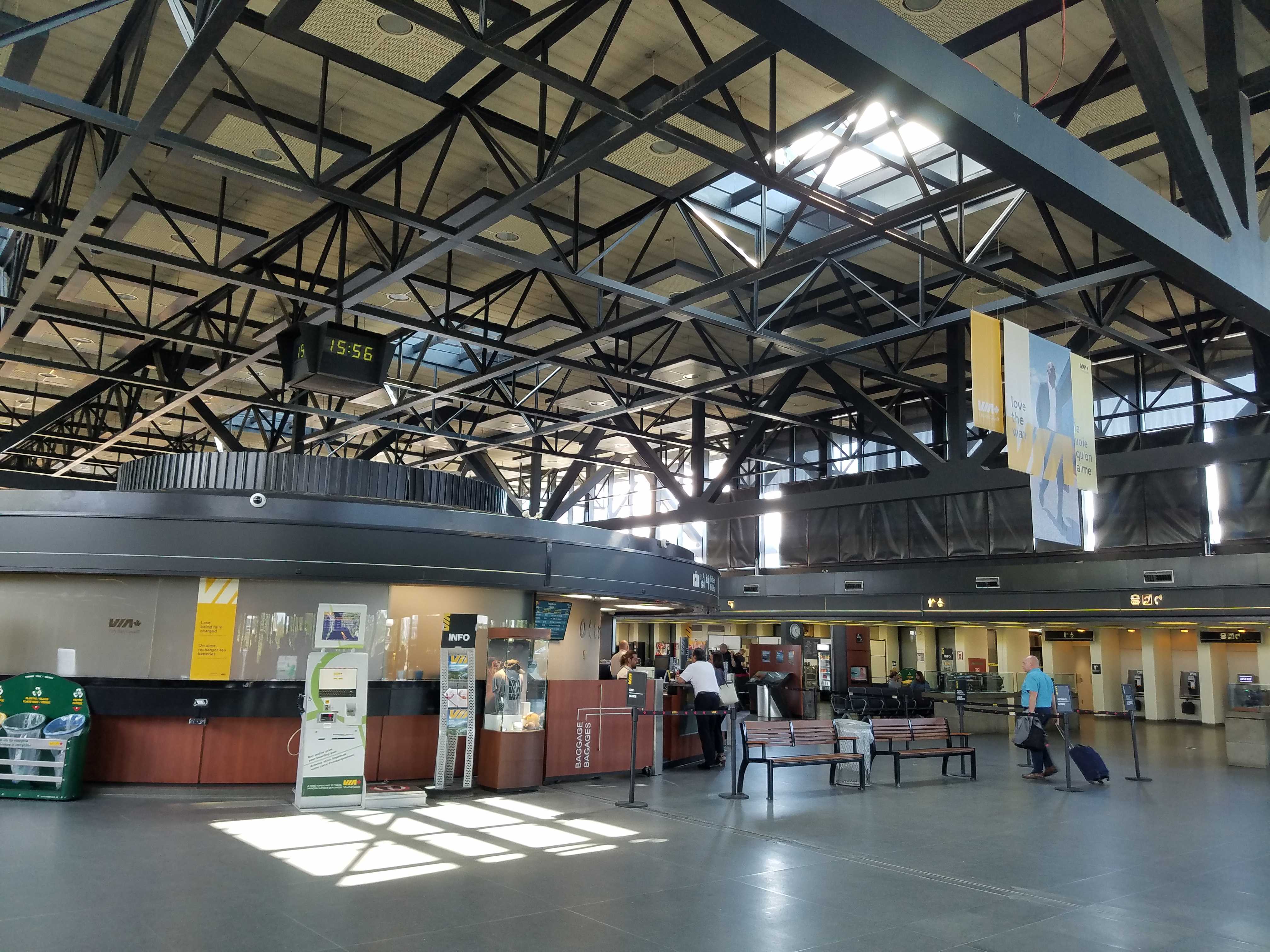
Interior de la estación.

La estación es un edificio de estilo internacional compuesto por vigas Vierendeel en voladizo expuestas sostenidas por enormes pilares de hormigón. Esto crea un interior espacioso y abierto con una poderosa línea de techo. Las paredes de la estación son una piel de vidrio que no soporta carga y se extienden a través de las vigas de acero abiertas hasta la cubierta del techo. Ninguna de las paredes interiores se extiende por encima de las cuerdas inferiores de las vigas, lo que permite una vista ininterrumpida de la estructura del techo.
En el interior, una amplia zona de espera cuenta con una taquilla circular y una rampa circular descendente que conduce a las andenes más alejadas.

## Reurbanización del área
En abril de 2020, los desarrolladores Colonnade BridgePort y la firma de inversión Fiera Real Estate adquirieron el sitio industrial de 5 acres inmediatamente al este de la estación, con planes de convertirlo en un centro residencial y comercial de uso mixto. Las propuestas iniciales incluyen un grupo de seis bloques de rascacielos de uso mixto que alcanzan hasta 30 pisos. También se espera que el proyecto incluya un parque central y una extensa red de senderos para peatones y ciclistas para conectar el desarrollo con las estaciones de Ottawa y Tremblay.